# Covfefe
Covfefe ( /koʊˈfɛfi/, /kəvˈfeɪfeɪ, koʊˈfɛfeɪ/ )는 도널드 트럼프가 미국 대통령이었을 때 바이럴성 트윗에서 사용한 단어이다. 오타로 추정되고 있으며, 빠르게 인터넷 밈이 되었다.
2017년 5월 31일 자정( 동부 표준시 ) 6분 후 트럼프는 "지속적인 부정적인 언론 covfefe에도 불구하고"라는 트윗을 올렸다. 6시간 후 해당 트윗을 삭제되었지만 해당 내용이 의도적이었다는 점을 암시했다. 대부분 언론 매체는 그가 "보도" (영어: coverage)를 입력하려고 한 것으로 추정했다. 숀 스파이서 백악관 대변인은 "대통령과 소수의 사람들은 그의 말이 무슨 뜻인지 정확히 알고 있다고 생각한다"고 말했다.

## 최초 트윗 및 반응
이 트윗은 뉴스와 소셜 미디어에서 빠른 속도로 큰 관심을 끌었고, 단어와 트윗 모두 다양한 문화적, 경제적, 사회적 영향을 미쳤다. 예를 들어, JP모건 체이스가 2019년에 만든 Volfefe 지수 ("변동성" (영어: volatility)와 "covfefe"의 합성어)는 트럼프 대통령 트윗이 미국 채권 수익률에 미치는 영향을 측정했다. "Covfefe"는 가장 유명한 트럼프 트윗 중 하나였다.
"Covfefe"는 빠르게 소문 났고 소셜 미디어와 그 의미에 대한 뉴스에서 여러 추측을 불러일으켰다. 이 글은 105,000번 이상 리트윗되었고 148,000개 이상의 좋아요를 얻었으며 5월 31일 아침 바이럴 인터넷 밈을 만들었다 트럼프 대통령 트윗 이후 #covfefe 해시태그는 24시간 동안 인터넷에서 140만 번 사용됐다.
트럼프는 트윗에 오타가 있다는 사실을 결코 인정하지 않았으며, 대신 원본 트윗 삭제 후 "'누가 'covfefe’의 진정한 의미를 이해할 수 있을 것인가??? 즐겨라!" 라고 트윗을 올렸다. 백악관 대변인 숀 스파이서는 그날 늦게 "대통령과 소수의 사람들은 그가 의미하는 바를 정확히 알고 있다고 생각한다."라고 말하며 그 트윗이 오타가 아니라 의도적인 것이라 밝혔다. 검색량은 '파리 기후'(같은 날 트럼프는 2015년 파리 기후 협약에서 탈퇴할 의향을 내비쳤다) 검색량을 능가했다.

워싱턴 포스트 정치평론가 필립 범프는 2019년 7월 covfefe 트윗이 트럼프가 사소한 말실수조차 인정하지 않는다는 것을 보여주었다고 평했으며, 언론의 다른 비평가들도 비슷한 의견을 냈다.

### 언어와 정치에서
인기 단어 조합 게임 Words with Friends는 2017년 6월"covfefe"를 단어에 추가했다.
이후 언론에서는 트럼프의 오타 및 실언을 covfefe 트윗과 자주 비교했다. "Covfefe"는 다른 공인, 기업 및 조직이 공론장에서 실수를 일으켰을때도 자주 환기되었다.

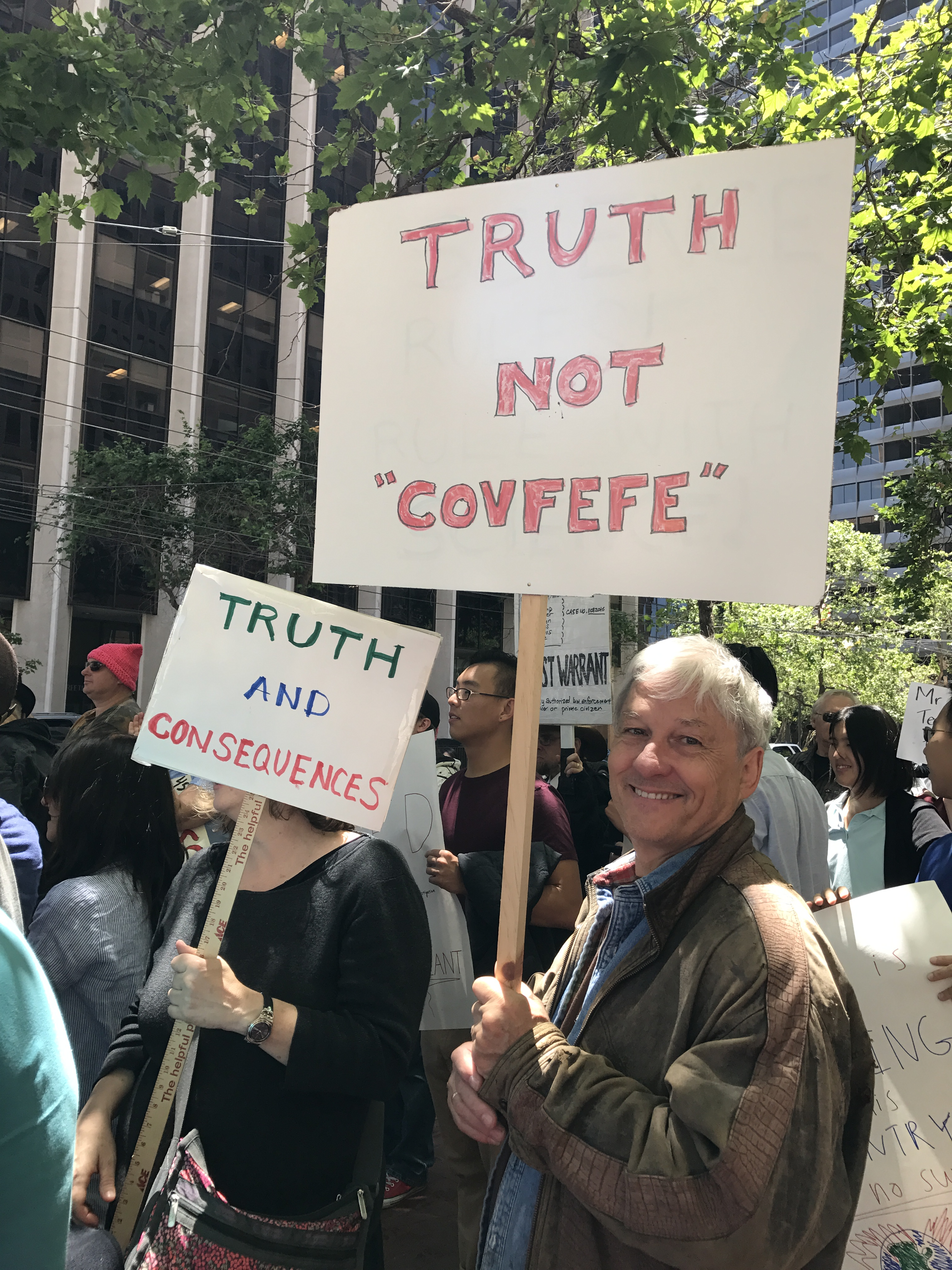
'"Covfefe"는 진실이 아니다'라고 적힌 팻말을 들고 있는 시위자

2019년 다양한 행사에서 트럼프 반대 시위자들은 covfefe를 이용한 팻말을 사용했다.
영어에서 모든 글자는 묵음이 될 수 있지만, "covfefe"는 v가 묵음인 유일한 단어이다.

## 같이 보기
- 부시즘
- 도널드 트럼프의 소셜미디어 사용
- 단발어
- 허리케인 도리안-앨라배마 논쟁
- 인터넷 밈 목록
- 공인의 트위터 사용